# Јакше
Јакше су хиндуистичка митолошка бића, пратиоци бога Кувере. Женске Јакше се називају Јакши.

## Митологија
Обично се приказују као доброћудна божанства, кратких удова и облих стомака и поштују се као духови заштитници и доносиоци плодности. Међутим, женске Јакше, иако дражесног изгледа, могу бити зле, чак прождрљитељке деце. Такође, у будизму, верује се да и мушке јакше могу попримити дивљачки, зао изглед и да тада киње људе док су у медитацији. У тибетанској традицији познати су као гноб-сбјин.